# Герасим Мелнишки
Герасим е православен духовник, мелнишки епископ на Българската православна църква.

## Биография
Роден е на 2 ноември 1979 година в София със светското име Александър Георгиев Георгиев в семейството на Георги и Иванка Георгиеви. Има двама родни братя. Завършва 31 средно училище в София с профил немски език. Cлед това завършва Националната академия за театрално и филмово изкуство „Кръстьо Сарафов“. Владее свободно немски, руски и английски език.
Постъпва в Дивотинския манастир „Света Троица“, където прекарва три години на послушничество. На 9 декември 2009 година в параклиса „Света Анна“ на Дивотинския манастир с благословението на патриарх Максим Български епископ Йоан Знеполски го замонашва под името Герасим. По-късно епископ Йоан Знеполски го ръкополага в йеродяконски и в йеромонашески чин.
На 18 октомври 2012 година с благословението на патриарх Максим и по решение на Светия синод е изпратен да прави магистратура по богословие във висшето училище на Руската православна църква Общоцърковна аспирантура и докторантура „Св. св. Кирил и Методий“ в Москва.
На 11 юни 2014 година Синодът назначава йеромонах Герасим за помощник на Главния секретар на Синода митрополит Наум Русенски с влизането в длъжност на 1 юли същата година На 17 септември 2014 година патриарх Неофит Български в храма „Света София“ го е възвежда в архимандритско достойнство и по решение на Синода на 16 септември 2014 година е назначен за негов главен секретар.
На 14 декември 2016 година Синодът на Българската православна църква взима решение за въздигането на архимандрит Герасим в епископски сан. Ръкополагането е извършено в патриаршеската катедрала „Свети Александър Невски“ в София от патриарх Неофит Български в съслужение с митрополитите Йосиф Американски, Канадски и Австралийски, Григорий Великотърновски, Гавриил Ловчански, Николай Пловдивски, Йоан Варненски и Великопреславски, Серафим Неврокопски, Наум Русенски и епископите Евлогий Адрианополски и Григорий Браницки.
На 16 юни 2017 година в Общоцърковна аспирантура и докторантура „Св. св. Кирил и Методий“ в Москва епископ Герасим Мелнишки защитава магистърската теза „Подворията на поместните православни църкви в Москва“ с научен ръководител му свещеник д-р Арсений Черникин.